# União das Freguesias de Pico de Regalados, Gondiães e Mós
Pico de Regalados, Gondiães e Mós (oficialmente: União das Freguesias de Pico de Regalados, Gondiães e Mós) é uma freguesia portuguesa do município de Vila Verde, com 9,53 km² de área e 1553 habitantes (censo de 2021). A sua densidade populacional é 163 hab./km².

## História
Foi constituída em 2013, no âmbito de uma reforma administrativa nacional, pela agregação das antigas freguesias de Pico de Regalados, Gondiães e de Mós.

## Demografia
A população registada nos censos foi:
| Distribuição da População por Grupos Etários | Distribuição da População por Grupos Etários | Distribuição da População por Grupos Etários | Distribuição da População por Grupos Etários | Distribuição da População por Grupos Etários | Distribuição da População por Grupos Etários |
| -------------------------------------------- | -------------------------------------------- | -------------------------------------------- | -------------------------------------------- | -------------------------------------------- | -------------------------------------------- |
| Antes da agregação                           |                                              |                                              |                                              |                                              |                                              |
| Ano                                          | 0-14 anos                                    | 15-24 anos                                   | 25-64 anos                                   | >= 65 anos                                   | Total                                        |
| 2001                                         | 287                                          | 281                                          | 769                                          | 267                                          | 1604                                         |
| 2011                                         | 241                                          | 168                                          | 823                                          | 283                                          | 1515                                         |
| Após a agregação                             |                                              |                                              |                                              |                                              |                                              |
| Ano                                          | 0-14 anos                                    | 15-24 anos                                   | 25-64 anos                                   | >= 65 anos                                   | Total                                        |
| 2021                                         | 200                                          | 172                                          | 833                                          | 348                                          | 1553                                         |